# Spock's Beard
Spock's Beard är ett amerikanskt progressivt rockband bildat 1992 i Los Angeles av bröderna Neal och Alan Morse. Neal spelade keyboard, stod för sången samt var den huvudsaklige låtskrivaren medan Alan spelade gitarr. Paret gick samman med musikerna Nick D'Virgilio (trummor) och Dave Meros (bas) och släppte 1995 debutalbumet The Light. Kvartetten utökades senare med den erfarne keyboardisten Ryo Okumoto.
Bandet spelar en form av progressiv rock kombinerat med popmusik (de har tagit mycket influenser från Genesis, till skillnad mot den mer rockiga stilen hos The Flower Kings eller hårdrockskänslan hos Dream Theater). 2002 släppte bandet en rockopera med titeln Snow, vars historia och tema påminner mycket om The Whos Tommy. Många lyssnare och kritiker har lagt märke till parallellerna mellan storyn i Snow och Neal Morses egna förvandling till kristen.
Efter releasen av Snow lämnade Neal Morse bandet för en solokarriär. Trummisen Nick D'Virgilio tog över rollen som sångare och låtskrivare. Det efterföljande albumbet , Feel Euphoria, har en hårdare rockigare stil och ett mer experimentellt sound än när Neal Morse ledde bandet, mycket uppbyggt kringt Alan Morses gitarrspel.
Bandet tog namnet efter avsnittet Mirror, Mirror i Star Trek, där besättningen hamnar i ett parallellt universum och den parallelle Mr. Spock särskiljs genom sitt skägg.
Neal Morse har också varit medlem i prog-supergruppen Transatlantic.

## Diskografi

### Studioalbum
- The Light (1995)
- Beware of Darkness (1996)
- The Kindness of Strangers (1997)
- Day For Night (1999)
- V (2000)
- Snow (2002)
- Feel Euphoria  (2003)
- Octane  (2005)
- Spock's Beard  (2006)
- X (2010)
- Brief Nocturnes and Dreamless Sleep  (2013)

### Livealbum
- Official Live Bootleg/The Beard is Out There (1996) (inspelat 1995)
- Live at the Whisky and NEARfest (1999)
- Don't Try This At Home (2000) (inspelat 1999)
- Don't Try This At Home Either (2000) (inspelat 1999)
- There and Here (2000) (live)

### Samlingsalbum
- From the Vault (1998)